# Match Point

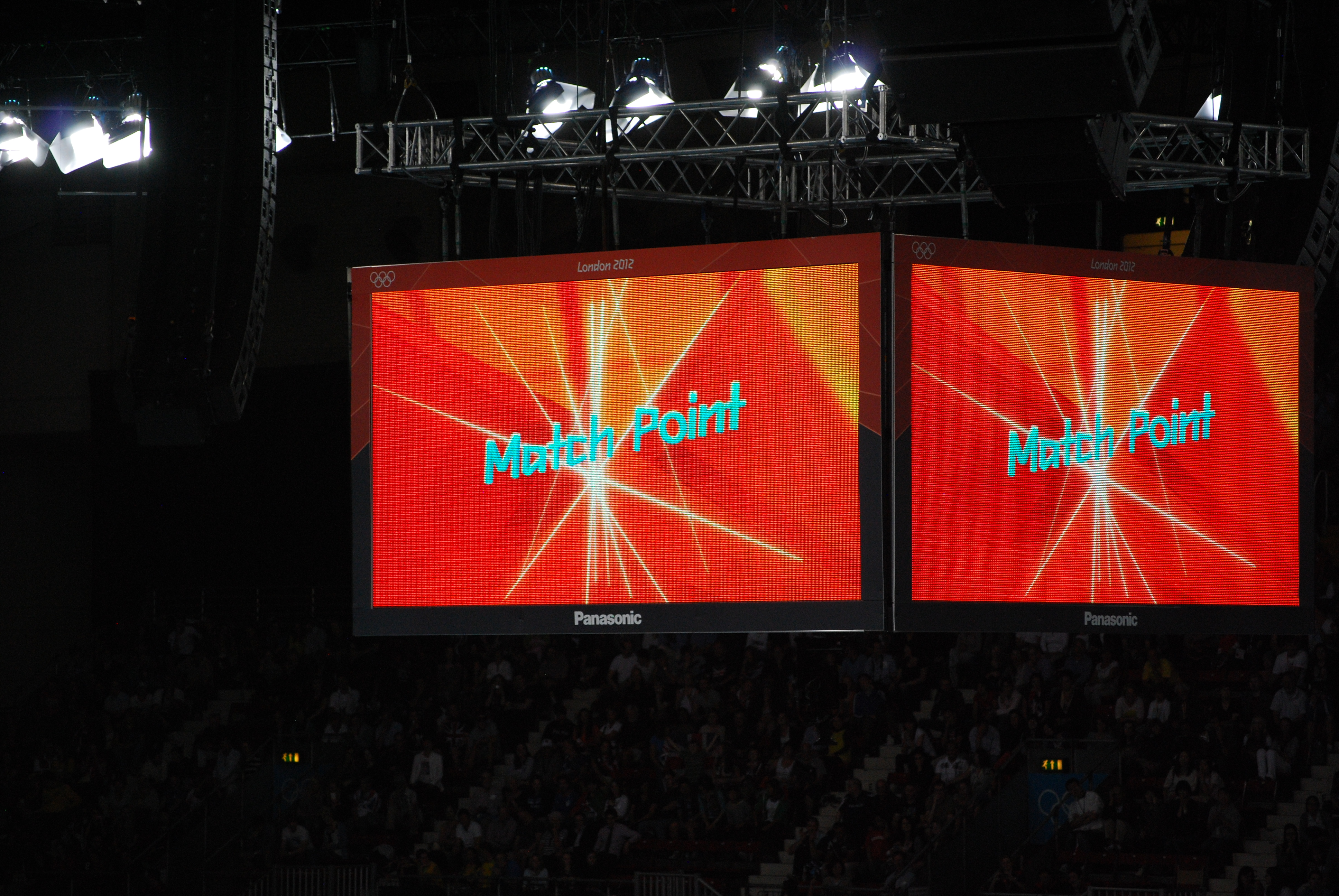
Match Point

Match Point är en amerikansk dramafilm från 2005 i regi av Woody Allen.

## Handling
Chris Wilton är en tennistränare från enkla förhållanden som har ambitioner. Han blir vän med en av sina elever, Tom Hewitt, och Toms syster Chloe blir förtjust i honom. Chloe ber sin far att hitta ett arbete för Chris i sitt företag. Allt går vägen för Chris. Men han blir besatt av Toms fästmö, den sexiga Nola.

## Citat
The man who said "I'd rather be lucky than good" saw deeply into life. People are afraid to face how great a part of life is dependent on luck. It's scary to think so much is out of one's control. There are moments in a match when the ball hits the top of the net, and for a split second, it can either go forward or fall back. With a little luck, it goes forward, and you win. Or maybe it doesn't, and you lose. 

## Rollista (urval)
- Jonathan Rhys Meyers - Chris Wilton
- Matthew Goode - Tom Hewett
- Emily Mortimer - Chloe Hewett, Toms syster
- Brian Cox - Alec Hewett, Toms och Chloes far
- Penelope Wilton - Eleanor Hewett, Alecs fru
- Scarlett Johansson - Nola Rice, Toms fästmö